# Miltonia clowesii
Miltonia clowesii (tên tiếng Anh: Clowes' Miltonia) là một loài phong lan đặc hữu của đông nam Brasil.

## Hình ảnh

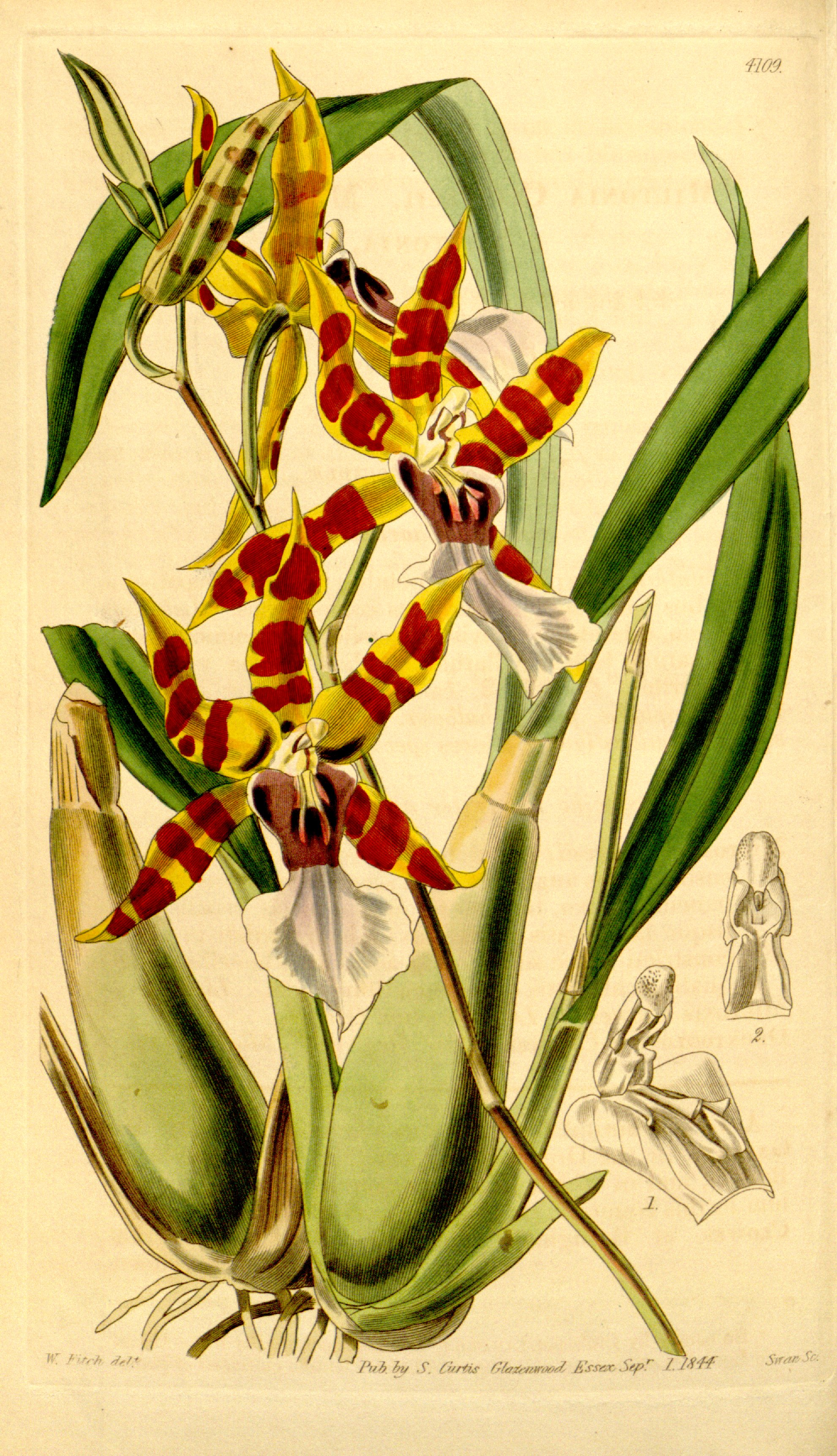
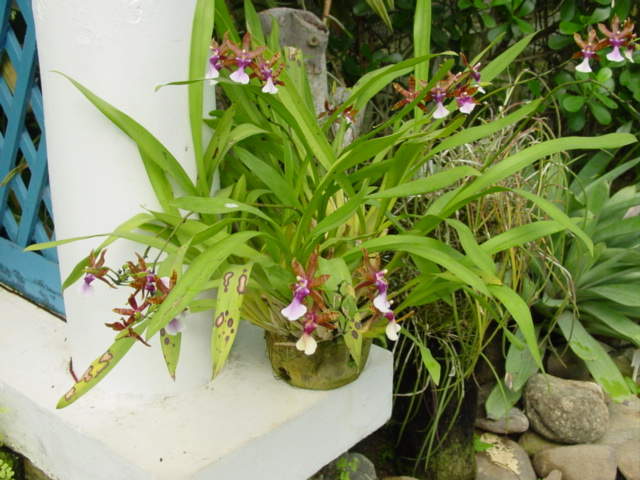
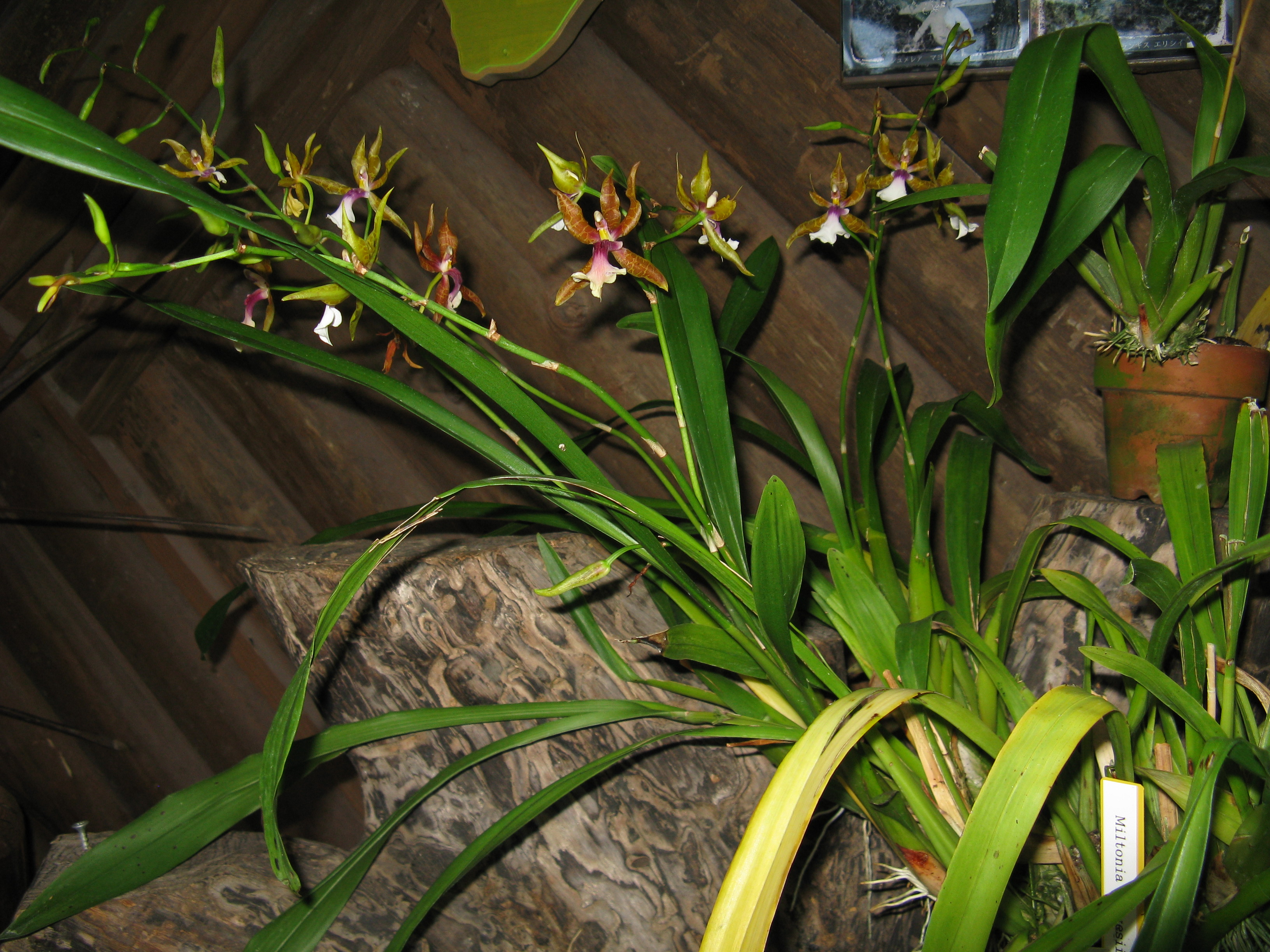
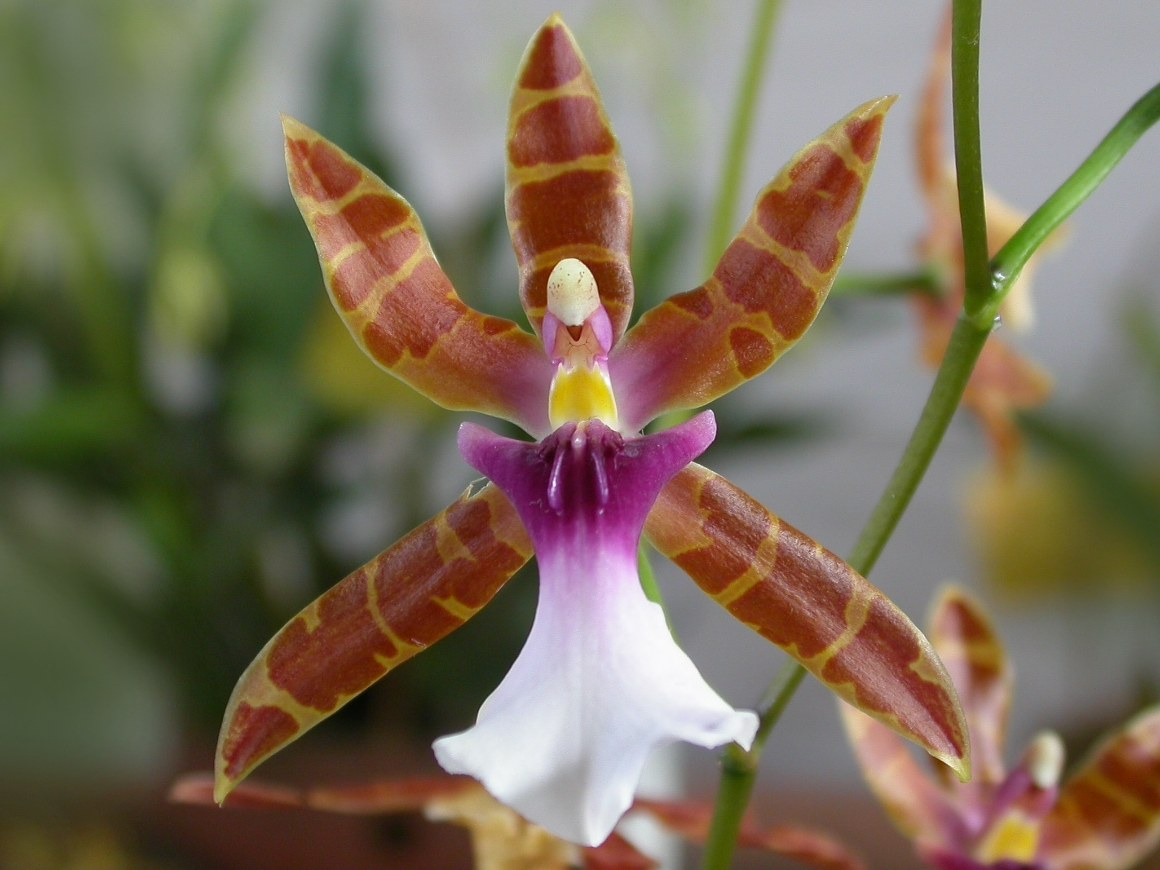